# 多田勝美
多田 勝美（ただ かつみ、1945年（昭和20年）7月12日 - ）は、実業家。大東建託の創業者で代表取締役社長（初代、第３代）や会長を務めた。

## 来歴
三重県出身で三重県立四日市工業高等学校卒業。1964年4月、株式会社小糸製作所入社する。
1974年6月、大東産業株式会社（現大東建託株式会社）設立し、代表取締役社長となる。
2004年4月に社長を麻田守孝に譲り代表取締役会長 、ついで2006年4月に代表を降りて取締役会長となった。しかし社長を継いだ麻田守孝の健康上の理由により、9月15日代表取締役会長、2006年10月1日代表取締役会長兼社長となり、代表取締役と社長に返り咲いた。2007年世界金融危機の最中である2007年10月、社長を退任し、三鍋伊佐雄が大東建託社長となる。
その後も代表取締役会長であったが、2011年に代表取締役会長を退任した。

## 経歴
- 1964（昭和39）年
  - 4月:株式会社小糸製作所入社
- 1974（昭和49）年
  - 6月:大東産業株式会社（現大東建託）を設立。同社代表取締役社長に就任。
- 1980（昭和55）年
  - 3月:大東共済会株式会社代表取締役社長に兼任。
- 1992（平成4）年
  - 4月:有限会社ダイショウ（後の株式会社ダイショウ）代表取締役社長に兼任。
- 1998（平成10）年
  - 3月:大東フィナンス株式会社代表取締役社長に兼任。
  - 4月*TRANS-PAC HOLDINGS.INC代表取締役社長に兼任。
- 2000（平成12）年
  - 4月：関連事業本部長を兼任。
- 2004（平成16）年
  - 社長を麻田守孝に譲り、代表取締役会長に就任。
- 2006（平成18）年
  - 4月代表取締役を降り、取締役会長となる。
  - 9月15日：代表取締役会長に就任。
  - 10月1日：代表取締役会長兼社長に就任。
- 2007（平成19）年
  - 10月:社長を三鍋伊佐雄に譲り、代表取締役会長に就任。
- 2011（平成23）年
  - 4月:代表取締役を降り、取締役会長となる。
  - 6月：取締役会長を退任。